# Thibiuca
Thibiuca ist der Name einer antiken Stadt in der römischen Provinz Mauretania Caesariensis im heutigen nördlichen Algerien.
Thibiuca war in der Spätantike Bischofssitz, darauf geht das Titularbistum Thibiuca zurück. Ein Bischof von Thibiuca war Felix von Afrika, der sich weigerte, den Bestimmungen zur Christenverfolgung unter Kaiser Diokletian zu folgen und die biblischen Bücher zur Verbrennung abzugeben, weshalb er daraufhin verurteilt und getötet wurde.